# Kenny Cunningham
Kenneth Edward Cunningham (Dublino, 28 giugno 1971) è un ex calciatore irlandese, di ruolo difensore centrale.

## Carriera

### Nazionale
È stato capitano della Nazionale irlandese tra il 2002 e il 2005.

## Statistiche

### Presenze e reti nei club
| Stagione               | Squadra                | Campionato             | Campionato | Campionato | Coppe nazionali | Coppe nazionali | Coppe nazionali | Coppe continentali | Coppe continentali | Coppe continentali | Altre coppe | Altre coppe | Altre coppe | Totale | Totale |
| Stagione               | Squadra                | Comp                   | Pres       | Reti       | Comp            | Pres            | Reti            | Comp               | Pres               | Reti               | Comp        | Pres        | Reti        | Pres   | Reti   |
| ---------------------- | ---------------------- | ---------------------- | ---------- | ---------- | --------------- | --------------- | --------------- | ------------------ | ------------------ | ------------------ | ----------- | ----------- | ----------- | ------ | ------ |
| 1989-1990              | Millwall               | FD                     | 5          | 0          | FACup+CdL       | 0+0             | 0               | -                  | -                  | -                  | -           | -           | -           | 5      | 0      |
| 1990-1991              | Millwall               | SD                     | 23         | 0          | FACup+CdL       | 0+1             | 0               | -                  | -                  | -                  | -           | -           | -           | 24     | 0      |
| 1991-1992              | Millwall               | SD                     | 17         | 0          | FACup+CdL       | 1+0             | 0               | -                  | -                  | -                  | -           | -           | -           | 18     | 0      |
| 1992-1993              | Millwall               | FD                     | 37         | 0          | FACup+CdL       | 0+4             | 0               | -                  | -                  | -                  | AI          | 2           | 1           | 43     | 1      |
| 1993-1994              | Millwall               | FD                     | 39+2       | 1+0        | FACup+CdL       | 0+3             | 0               | -                  | -                  | -                  | AI          | 2           | 0           | 46     | 1      |
| 1994-gen. 1995         | Millwall               | FD                     | 15         | 0          | FACup+CdL       | 0+2             | 0               | -                  | -                  | -                  | -           | -           | -           | 17     | 0      |
| Totale Millwall        | Totale Millwall        | Totale Millwall        | 136+2      | 1+0        |                 | 11              | 0               |                    | -                  | -                  |             | 4           | 1           | 153    | 2      |
| gen.-giu. 1995         | Wimbledon              | PL                     | 28         | 0          | FACup+CdL       | 4+0             | 0               | -                  | -                  | -                  | -           | -           | -           | 32     | 0      |
| 1995-1996              | Wimbledon              | PL                     | 33         | 0          | FACup+CdL       | 8+2             | 0               | -                  | -                  | -                  | -           | -           | -           | 43     | 0      |
| 1996-1997              | Wimbledon              | PL                     | 36         | 0          | FACup+CdL       | 7+7             | 0               | -                  | -                  | -                  | -           | -           | -           | 50     | 0      |
| 1997-1998              | Wimbledon              | PL                     | 32         | 0          | FACup+CdL       | 3+3             | 0               | -                  | -                  | -                  | -           | -           | -           | 38     | 0      |
| 1998-1999              | Wimbledon              | PL                     | 35         | 0          | FACup+CdL       | 2+7             | 0               | -                  | -                  | -                  | -           | -           | -           | 44     | 0      |
| 1999-2000              | Wimbledon              | PL                     | 37         | 0          | FACup+CdL       | 2+4             | 0               | -                  | -                  | -                  | -           | -           | -           | 43     | 0      |
| 2000-2001              | Wimbledon              | FD                     | 15         | 0          | FACup+CdL       | 5+0             | 0               | -                  | -                  | -                  | -           | -           | -           | 20     | 0      |
| 2001-2002              | Wimbledon              | FD                     | 34         | 0          | FACup+CdL       | 2+0             | 0               | -                  | -                  | -                  | -           | -           | -           | 36     | 0      |
| Totale Wimbledon       | Totale Wimbledon       | Totale Wimbledon       | 250        | 0          |                 | 56              | 0               |                    | -                  | -                  |             | -           | -           | 306    | 0      |
| 2002-2003              | Birmingham City        | PL                     | 31         | 0          | FACup+CdL       | 0+1             | 0               | -                  | -                  | -                  | -           | -           | -           | 32     | 0      |
| 2003-2004              | Birmingham City        | PL                     | 36         | 0          | FACup+CdL       | 4+1             | 0               | -                  | -                  | -                  | -           | -           | -           | 41     | 0      |
| 2004-2005              | Birmingham City        | PL                     | 36         | 0          | FACup+CdL       | 1+1             | 0               | -                  | -                  | -                  | -           | -           | -           | 38     | 0      |
| 2005-2006              | Birmingham City        | PL                     | 31         | 0          | FACup+CdL       | 2+0             | 0               | -                  | -                  | -                  | -           | -           | -           | 33     | 0      |
| Totale Birmingham City | Totale Birmingham City | Totale Birmingham City | 134        | 0          |                 | 10              | 0               |                    | -                  | -                  |             | -           | -           | 144    | 0      |
| 2006-2007              | Sunderland             | FLC                    | 11         | 0          | FACup+CdL       | 0+1             | 0               | -                  | -                  | -                  | -           | -           | -           | 12     | 0      |
| Totale carriera        | Totale carriera        | Totale carriera        | 533        | 1          |                 | 78              | 0               |                    | -                  | -                  |             | 4           | 1           | 615    | 2      |

### Cronologia presenze in nazionale
| Cronologia completa delle presenze e delle reti in nazionale ― Irlanda | Cronologia completa delle presenze e delle reti in nazionale ― Irlanda | Cronologia completa delle presenze e delle reti in nazionale ― Irlanda | Cronologia completa delle presenze e delle reti in nazionale ― Irlanda | Cronologia completa delle presenze e delle reti in nazionale ― Irlanda | Cronologia completa delle presenze e delle reti in nazionale ― Irlanda | Cronologia completa delle presenze e delle reti in nazionale ― Irlanda | Cronologia completa delle presenze e delle reti in nazionale ― Irlanda |
| Data                                                                   | Città                                                                  | In casa                                                                | Risultato                                                              | Ospiti                                                                 | Competizione                                                           | Reti                                                                   | Note                                                                   |
| ---------------------------------------------------------------------- | ---------------------------------------------------------------------- | ---------------------------------------------------------------------- | ---------------------------------------------------------------------- | ---------------------------------------------------------------------- | ---------------------------------------------------------------------- | ---------------------------------------------------------------------- | ---------------------------------------------------------------------- |
| 24-4-1996                                                              | Praga                                                                  | Rep. Ceca                                                              | 2 – 0                                                                  | Irlanda                                                                | Amichevole                                                             | -                                                                      |                                                                        |
| 29-5-1996                                                              | Dublino                                                                | Irlanda                                                                | 0 – 1                                                                  | Portogallo                                                             | Amichevole                                                             | -                                                                      |                                                                        |
| 2-6-1996                                                               | Dublino                                                                | Irlanda                                                                | 2 – 2                                                                  | Croazia                                                                | Amichevole                                                             | -                                                                      | 61’                                                                    |
| 4-6-1996                                                               | Rotterdam                                                              | Paesi Bassi                                                            | 3 – 1                                                                  | Irlanda                                                                | Amichevole                                                             | -                                                                      | 70’                                                                    |
| 9-6-1996                                                               | Foxborough                                                             | Stati Uniti                                                            | 2 – 1                                                                  | Irlanda                                                                | US Cup 1996                                                            | -                                                                      |                                                                        |
| 15-6-1996                                                              | East Rutherford                                                        | Bolivia                                                                | 0 – 3                                                                  | Irlanda                                                                | US Cup 1996                                                            | -                                                                      |                                                                        |
| 10-11-1996                                                             | Dublino                                                                | Irlanda                                                                | 0 – 0                                                                  | Islanda                                                                | Qual. Mondiali 1998                                                    | -                                                                      | 64’                                                                    |
| 11-2-1997                                                              | Cardiff                                                                | Galles                                                                 | 0 – 0                                                                  | Irlanda                                                                | Amichevole                                                             | -                                                                      |                                                                        |
| 30-4-1997                                                              | Bucarest                                                               | Romania                                                                | 1 – 0                                                                  | Irlanda                                                                | Qual. Mondiali 1998                                                    | -                                                                      | 51’                                                                    |
| 21-5-1997                                                              | Dublino                                                                | Irlanda                                                                | 5 – 0                                                                  | Liechtenstein                                                          | Qual. Mondiali 1998                                                    | -                                                                      |                                                                        |
| 20-8-1997                                                              | Dublino                                                                | Irlanda                                                                | 0 – 0                                                                  | Lituania                                                               | Qual. Mondiali 1998                                                    | -                                                                      |                                                                        |
| 6-9-1997                                                               | Reykjavík                                                              | Islanda                                                                | 2 – 4                                                                  | Irlanda                                                                | Qual. Mondiali 1998                                                    | -                                                                      |                                                                        |
| 10-9-1997                                                              | Vilnius                                                                | Lituania                                                               | 1 – 2                                                                  | Irlanda                                                                | Qual. Mondiali 1998                                                    | -                                                                      |                                                                        |
| 29-10-1997                                                             | Dublino                                                                | Irlanda                                                                | 1 – 1                                                                  | Belgio                                                                 | Qual. Mondiali 1998                                                    | -                                                                      |                                                                        |
| 15-11-1997                                                             | Bruxelles                                                              | Belgio                                                                 | 2 – 1                                                                  | Irlanda                                                                | Qual. Mondiali 1998                                                    | -                                                                      | 88’                                                                    |
| 25-3-1998                                                              | Olomouc                                                                | Rep. Ceca                                                              | 2 – 1                                                                  | Irlanda                                                                | Amichevole                                                             | -                                                                      | Cap.                                                                   |
| 5-9-1998                                                               | Dublino                                                                | Irlanda                                                                | 2 – 0                                                                  | Croazia                                                                | Qual. Euro 2000                                                        | -                                                                      |                                                                        |
| 14-10-1998                                                             | Dublino                                                                | Irlanda                                                                | 5 – 0                                                                  | Malta                                                                  | Qual. Euro 2000                                                        | -                                                                      |                                                                        |
| 18-11-1998                                                             | Belgrado                                                               | Jugoslavia                                                             | 1 – 0                                                                  | Irlanda                                                                | Qual. Euro 2000                                                        | -                                                                      |                                                                        |
| 10-2-1999                                                              | Dublino                                                                | Irlanda                                                                | 2 – 0                                                                  | Paraguay                                                               | Amichevole                                                             | -                                                                      |                                                                        |
| 28-4-1999                                                              | Dublino                                                                | Irlanda                                                                | 2 – 0                                                                  | Svezia                                                                 | Amichevole                                                             | -                                                                      |                                                                        |
| 29-5-1999                                                              | Dublino                                                                | Irlanda                                                                | 0 – 1                                                                  | Irlanda del Nord                                                       | Amichevole                                                             | -                                                                      | Cap.                                                                   |
| 9-6-1999                                                               | Dublino                                                                | Irlanda                                                                | 1 – 0                                                                  | Macedonia                                                              | Qual. Euro 2000                                                        | -                                                                      | Cap.                                                                   |
| 1-9-1999                                                               | Dublino                                                                | Irlanda                                                                | 2 – 1                                                                  | Jugoslavia                                                             | Qual. Euro 2000                                                        | -                                                                      |                                                                        |
| 4-9-1999                                                               | Zagabria                                                               | Croazia                                                                | 1 – 0                                                                  | Irlanda                                                                | Qual. Euro 2000                                                        | -                                                                      |                                                                        |
| 8-9-1999                                                               | Ta' Qali                                                               | Malta                                                                  | 2 – 3                                                                  | Irlanda                                                                | Qual. Euro 2000                                                        | -                                                                      |                                                                        |
| 9-10-1999                                                              | Skopje                                                                 | Macedonia                                                              | 1 – 1                                                                  | Irlanda                                                                | Qual. Euro 2000                                                        | -                                                                      |                                                                        |
| 13-11-1999                                                             | Dublino                                                                | Irlanda                                                                | 1 – 1                                                                  | Turchia                                                                | Qual. Euro 2000                                                        | -                                                                      |                                                                        |
| 17-11-1999                                                             | Bursa                                                                  | Turchia                                                                | 0 – 0                                                                  | Irlanda                                                                | Qual. Euro 2000                                                        | -                                                                      |                                                                        |
| 23-2-2000                                                              | Dublino                                                                | Irlanda                                                                | 3 – 2                                                                  | Rep. Ceca                                                              | Amichevole                                                             | -                                                                      |                                                                        |
| 26-4-2000                                                              | Dublino                                                                | Irlanda                                                                | 0 – 1                                                                  | Grecia                                                                 | Amichevole                                                             | -                                                                      | Cap.                                                                   |
| 24-3-2001                                                              | Nicosia                                                                | Cipro                                                                  | 0 – 4                                                                  | Irlanda                                                                | Qual. Mondiali 2002                                                    | -                                                                      | 58’                                                                    |
| 28-3-2001                                                              | Barcellona                                                             | Andorra                                                                | 0 – 3                                                                  | Irlanda                                                                | Qual. Mondiali 2002                                                    | -                                                                      |                                                                        |
| 10-11-2001                                                             | Dublino                                                                | Irlanda                                                                | 2 – 0                                                                  | Iran                                                                   | Qual. Mondiali 2002                                                    | -                                                                      | 75’                                                                    |
| 13-2-2002                                                              | Dublino                                                                | Irlanda                                                                | 2 – 0                                                                  | Russia                                                                 | Qual. Mondiali 2002                                                    | -                                                                      | 46’                                                                    |
| 27-3-2002                                                              | Dublino                                                                | Irlanda                                                                | 3 – 0                                                                  | Danimarca                                                              | Amichevole                                                             | -                                                                      |                                                                        |
| 17-4-2002                                                              | Dublino                                                                | Irlanda                                                                | 2 – 1                                                                  | Stati Uniti                                                            | Amichevole                                                             | -                                                                      | 46’                                                                    |
| 16-5-2002                                                              | Dublino                                                                | Irlanda                                                                | 1 – 2                                                                  | Nigeria                                                                | Amichevole                                                             | -                                                                      |                                                                        |
| 5-6-2002                                                               | Kashima                                                                | Germania                                                               | 1 – 1                                                                  | Irlanda                                                                | Mondiali 2002 - 1º turno                                               | -                                                                      | 87’                                                                    |
| 16-6-2002                                                              | Suwon                                                                  | Spagna                                                                 | 1 – 1 dts (3 – 2 dtr)                                                  | Irlanda                                                                | Mondiali 2002 - Ottavi di finale                                       | -                                                                      | 50’                                                                    |
| 21-8-2002                                                              | Helsinki                                                               | Finlandia                                                              | 0 – 3                                                                  | Irlanda                                                                | Amichevole                                                             | -                                                                      | 46’                                                                    |
| 7-9-2002                                                               | Mosca                                                                  | Russia                                                                 | 4 – 2                                                                  | Irlanda                                                                | Qual. Euro 2004                                                        | -                                                                      | Cap.                                                                   |
| 16-10-2002                                                             | Dublino                                                                | Irlanda                                                                | 1 – 2                                                                  | Svizzera                                                               | Qual. Euro 2004                                                        | -                                                                      | Cap. 44’                                                               |
| 20-11-2002                                                             | Atene                                                                  | Grecia                                                                 | 0 – 0                                                                  | Irlanda                                                                | Amichevole                                                             | -                                                                      | Cap.                                                                   |
| 29-3-2003                                                              | Tbilisi                                                                | Georgia                                                                | 1 – 2                                                                  | Irlanda                                                                | Qual. Euro 2004                                                        | -                                                                      | Cap.                                                                   |
| 2-4-2003                                                               | Tirana                                                                 | Albania                                                                | 0 – 0                                                                  | Irlanda                                                                | Qual. Euro 2004                                                        | -                                                                      | Cap.                                                                   |
| 7-6-2003                                                               | Dublino                                                                | Irlanda                                                                | 2 – 1                                                                  | Albania                                                                | Qual. Euro 2004                                                        | -                                                                      | Cap.                                                                   |
| 11-6-2003                                                              | Dublino                                                                | Irlanda                                                                | 2 – 0                                                                  | Georgia                                                                | Qual. Euro 2004                                                        | -                                                                      | Cap.                                                                   |
| 19-8-2003                                                              | Dublino                                                                | Irlanda                                                                | 2 – 1                                                                  | Australia                                                              | Amichevole                                                             | -                                                                      | Cap. 84’                                                               |
| 6-9-2003                                                               | Dublino                                                                | Irlanda                                                                | 1 – 1                                                                  | Russia                                                                 | Qual. Euro 2004                                                        | -                                                                      | Cap. 67’                                                               |
| 18-11-2003                                                             | Dublino                                                                | Irlanda                                                                | 3 – 0                                                                  | Canada                                                                 | Amichevole                                                             | -                                                                      | Cap.                                                                   |
| 18-2-2004                                                              | Dublino                                                                | Irlanda                                                                | 0 – 0                                                                  | Brasile                                                                | Amichevole                                                             | -                                                                      | Cap.                                                                   |
| 31-3-2004                                                              | Dublino                                                                | Irlanda                                                                | 2 – 1                                                                  | Rep. Ceca                                                              | Amichevole                                                             | -                                                                      | Cap.                                                                   |
| 28-4-2004                                                              | Bydgoszcz                                                              | Polonia                                                                | 0 – 0                                                                  | Irlanda                                                                | Amichevole                                                             | -                                                                      | Cap.                                                                   |
| 27-5-2004                                                              | Dublino                                                                | Irlanda                                                                | 1 – 0                                                                  | Romania                                                                | Amichevole                                                             | -                                                                      | Cap.                                                                   |
| 29-5-2004                                                              | Londra                                                                 | Irlanda                                                                | 0 – 3                                                                  | Nigeria                                                                | Unity Cup 2004                                                         | -                                                                      | Cap.                                                                   |
| 5-6-2004                                                               | Amsterdam                                                              | Paesi Bassi                                                            | 0 – 1                                                                  | Irlanda                                                                | Amichevole                                                             | -                                                                      | Cap.                                                                   |
| 18-8-2004                                                              | Dublino                                                                | Irlanda                                                                | 1 – 1                                                                  | Bulgaria                                                               | Amichevole                                                             | -                                                                      | Cap.                                                                   |
| 4-9-2004                                                               | Dublino                                                                | Irlanda                                                                | 3 – 0                                                                  | Cipro                                                                  | Qual. Mondiali 2006                                                    | -                                                                      | Cap.                                                                   |
| 8-9-2004                                                               | Basilea                                                                | Svizzera                                                               | 1 – 1                                                                  | Irlanda                                                                | Qual. Mondiali 2006                                                    | -                                                                      | Cap.                                                                   |
| 9-10-2004                                                              | Saint-Denis                                                            | Francia                                                                | 0 – 0                                                                  | Irlanda                                                                | Qual. Mondiali 2006                                                    | -                                                                      | Cap.                                                                   |
| 13-10-2004                                                             | Dublino                                                                | Irlanda                                                                | 2 – 0                                                                  | Fær Øer                                                                | Qual. Mondiali 2006                                                    | -                                                                      | Cap. 82’                                                               |
| 16-11-2004                                                             | Dublino                                                                | Irlanda                                                                | 1 – 0                                                                  | Croazia                                                                | Amichevole                                                             | -                                                                      | 52’                                                                    |
| 9-2-2005                                                               | Dublino                                                                | Irlanda                                                                | 1 – 0                                                                  | Portogallo                                                             | Amichevole                                                             | -                                                                      | Cap. 60’                                                               |
| 26-3-2005                                                              | Tel Aviv                                                               | Israele                                                                | 1 – 1                                                                  | Irlanda                                                                | Qual. Mondiali 2006                                                    | -                                                                      | Cap.                                                                   |
| 29-3-2005                                                              | Dublino                                                                | Irlanda                                                                | 1 – 0                                                                  | Cina                                                                   | Amichevole                                                             | -                                                                      | Cap. 46’                                                               |
| 4-6-2005                                                               | Dublino                                                                | Irlanda                                                                | 2 – 2                                                                  | Israele                                                                | Qual. Mondiali 2006                                                    | -                                                                      | Cap.                                                                   |
| 8-6-2005                                                               | Tórshavn                                                               | Fær Øer                                                                | 0 – 2                                                                  | Irlanda                                                                | Qual. Mondiali 2006                                                    | -                                                                      | Cap.                                                                   |
| 17-8-2005                                                              | Dublino                                                                | Irlanda                                                                | 1 – 2                                                                  | Italia                                                                 | Amichevole                                                             | -                                                                      | Cap. 57’                                                               |
| 7-9-2005                                                               | Dublino                                                                | Irlanda                                                                | 0 – 1                                                                  | Francia                                                                | Qual. Mondiali 2006                                                    | -                                                                      | Cap.                                                                   |
| 8-10-2005                                                              | Nicosia                                                                | Cipro                                                                  | 0 – 1                                                                  | Irlanda                                                                | Qual. Mondiali 2006                                                    | -                                                                      | Cap.                                                                   |
| 12-10-2005                                                             | Dublino                                                                | Irlanda                                                                | 0 – 0                                                                  | Svizzera                                                               | Qual. Mondiali 2006                                                    | -                                                                      | Cap.                                                                   |
| Totale                                                                 |                                                                        | Presenze                                                               | 72                                                                     |                                                                        | Reti                                                                   | 0                                                                      |                                                                        |